# Frumentius
Svatý Frumentius (někdy též Frumencius, ge'ez: ፍሬምናጦስ Frémnátós, řecky: Φρουμέντιος, Frouméntios) byl první aksumský biskup řeckého původu, který je tradičně spojován s příchodem křesťanství do Etiopie.

## Prameny
Hlavním pramenem o Frumentiovi představuje letopisec ze 4. století Tyrannius Rufinus, který se v Tyru sešel s Frumentiovým bratrem Edesiem. Odtud příběh dále reprodukují křesťanští historikové Sókratés z Konstantinopole, Sozomenós a Theodóret. Dalším zdrojem je Epistola ad Constantinum alexandrijského patriarchy Atnanasia, který se zmiňuje o jeho svěcení na biskupa.

## Život
Podle tradice jako děti doprovázeli Frumentius a Edesius svého opatrovníka Metropia na cestě z Indie. Když jejich loď zastavila v jednom z rudomořských přístavů, místní povraždili celou posádku lodi s výjimkou obou chlapců, kteří byli předvedeni před aksumského vládce; není jisté, zda dotyčný vládce byl skutečně král, otec pozdějšího krále Ezany, nebo regent, který vládl jménem nezletilého Ezany. Do zajetí se dostali kolem roku 340. Vládce si oba chlapce oblíbil a z Edesia učinil svého číšníka a z Frumentia státního sekretáře a pokladníka. Po vládcově smrti je královna vdova přemluvila, aby zůstali u aksumského dvora a stali se učiteli mladého korunního prince Ezany. Zvláště Frumentius posléze využíval svého vlivu k šíření křesťanské víry; nejprve povzbuzovali cizí křesťanské obchodníky, aby otevřeně vyznávali svojí víru a později také konvertovali některé z rodilých Etiopů.
Když Ezana dospěl, Edesius se vrátil z Tyru, kde dále působil jako kněz. Frumentius se nicméně nadchl pro christianizaci Etiopie a odjel proto do egyptské Alexandrie, kde patriarchovi Athanasiovi vylíčil problematiku Etiopie a žádal vyslání biskupů a kněží pro misionářskou činnost v Etiopii. Sám Athanasios považoval samotného Frumentia za nejodpovědnějšího a nejpovolanějšího pro tuto činnost a vysvětil ho na biskupa pod církevním jménem Abba selata – Otec míru. Přesný letopočet této události je sporný; uvádí se 326, 330 nebo 340. Frumentius se vrátil do Etiopie a zřídil své biskupství v Aksumu, pokřtil krále Ezanu, který se mezitím chopil vlády, nechal postavit mnoho kostelů a dále šířil křesťanství po celé zemi. Frumentius se tak stal prvním abunem, tradiční hlavou etiopské církve.
Nicméně Frumentius jako aksumský biskup nevyhovoval římskému císaři Constantiovi II., který podporoval ariánství a Frumentius byl vysvěcen Athanasiem, který se proti němu stavěl; ve svých dopisech králi Ezanovi a jeho bratru Šajzanovi navrhoval, aby se Frumentius se svými kněžími dostavil do Egypta k ariánskému patriarchovi Jiřímu z Kappadokie k přezkoušení. Aksumský král zvolil zdržovací taktiku a římský tlak nakonec ustal s nástupem císaře Juliana, který křesťanství zavrhl.

## Úcta
Římská martyrologie uvádí:
„Apud Indos sancti Frumentii Episcopi, qui, primum ibi captivus, deinde, Episcopus a sancto Athanasio ordinatus, Evangelium in ea provincia propagavit.“
„V Etiopii svatý Frumentius, první biskup této země, který zde byl nejprve zajatcem, později byl vysvěcen na biskupa svatým Athanasiem, a šířil evangelium v této zemi.“
Etiopská ortodoxní církev slaví Frumentiův svátek 1. srpna. Nicméně Etiopané nejsou jediní, kteří Frumentia uctívají: Koptská ortodoxní církev Frumentiův svátek slaví 18. prosince, římští katolíci 27. října a východní ortodoxní 30. listopadu. Se svatým Frumentiem je podle etiopské tradice rovněž spojován první překlad Nového zákona do jazyka ge'ez. Titul hlavy etiopské ortodoxní církve „abun“ pochází z Frumentiovy přezdívky, kterou mu Etiopové dali; znamená „náš otec“. Mezi jeho další přezdívky patří amharská „Abba salama“, nebo „Abba selata“ – otec míru“, nebo „apoštol Habeše“.